# Place des Invalides (Varsovie)
Pour l’article homonyme, voir Place des Invalides (Paris).
La place des Invalides (polonais : Plac Inwalidów) est une place située dans le quartier Żoliborz à Varsovie.